# Neoconocephalus anodon
Neoconocephalus anodon är en insektsart som först beskrevs av Ludwig Redtenbacher 1891.  Neoconocephalus anodon ingår i släktet Neoconocephalus och familjen vårtbitare. Inga underarter finns listade i Catalogue of Life.